# مسودة كارثة
مسودة الكارثة أو مسودة الطوارئ هي خطة التعافي من الكوارث التي طورتها البطولات الرياضية المحترفة لإعادة بناء قائمة الفريق إذا كان العديد من اللاعبين معوقين أو مقتولين.

## خلفية
منذ ظهور وسائل النقل الجماعي الحديثة، كانت هناك حوادث أدت إلى مقتل كل أو جميع أعضاء الفرق الرياضية المختلفة تقريباً. نادي تورينو لكرة القدم 1949 كان لديه ناجي واحد فقط بعد حادث تحطم طائرة. خسر فريقان في الدوري الكندي لكرة القدم لاعبين، عائدين من مباراة جميع النجوم، عام 1956في حادث تحطم الخطوط الجوية عبر كندا للرحلة 810.
ومن الحوادث الأخرى التي وقعت منذ ذلك الحين فريق مانشستر يونايتد لكرة القدم لعام 1958، 1960 فريق كال بولي لكرة القدم، 1960 فريق مينيابوليس ليكرز لكرة السلة (بدون وفيات)، 1961 فريق الولايات المتحدة للتزلج على الجليد، 1970 فريق كرة القدم بجامعة ولاية ويتشيتا، 1970 فريق كرة القدم بجامعة مارشال، فريق كرة السلة بجامعة إيفانسفيل 1977، 1980 فريق الملاكمة الأمريكي، 1993 فريق زامبيا الوطني لكرة القدم، فريق هوكي الجليد لوكوموتيف ياروسلافل 2011، فريق 2016 اتحاد شابيكوينسي لكرة القدم (البرازيل)، وفريق هومبولدت برونكوس 2018 لهوكي الجليد (حادث حافلة).
نتيجة لهذه الحوادث، طورت بعض البطولات الرياضية المحترفة خططاً للتعافي من الكوارث إذا وقع مثل هذا الحادث في واحد أو أكثر من فرقهم.

## إجراءات خاصة
من المتوقع أن يحل الفريق المتأثر محل اللاعبين الذين يستخدمون البطولات الصغيرة وتوقيع وكلاء مجانيين. ومع ذلك، فقد وضع كل دوري إجراءات لتقرير ما إذا كان الحادث على نطاق كافٍ لتفعيل خطط الطوارئ للمساعدة في إعادة بناء قائمة الفريق المتضرر، والتي تتأثر عادةً باستخدام مسودة خاصة.

### دوري كرة القاعدة الرئيسي (البيسبول)
تمت تغطية خطة الكوارث الخاصة بدوري كرة القاعدة الرئيسي في القاعدة 29 من كتاب قواعد البيسبول الاحترافي الرسمي. وتنشأ الخطة عن حدث يتسبب في وفاة أو تقطيع أو إعاقة دائمة لخمسة لاعبين على الأقل من قائمة الفريق النشطة أو المصابة أو المعلقة خلال موسم واحد (بما في ذلك التصفيات)، أو ستة لاعبين على الأقل خلال الموسم غير النهائي. ويقرر مفوض دوري البيسبول الرئيسي ما إذا كان بإمكان نادي المعاقين مواصلة اللعب، بالتشاور مع اتحاد لاعبي الكرة والنادي.
إذا قرر المفوض أن نادي المعاقين سيستمر في اللعب، فيجوز للمفوض الاحتفاظ بمسودة إعادة التخزين للسماح للنادي المعاق باختيار أكبر عدد من اللاعبين الذي فقده، مع تقييد أنه لا يمكن اختيار أكثر من لاعب واحد من كل فريق. يوفر كل فريق من الفرق غير المعاقة خمسة لاعبين متاحين للمسودة المأخوذة من قائمتها النشطة (أو إذا كان ذلك في غير مواسمه، من قائمته الاحتياطية)، وتتألف من رامي واحد، وماسك واحد، ولاعب دفاع واحد، ولاعب متسلل واحد، ولاعب آخر في أي مركز، يخضع لتعديلات من قبل المفوض بناءً على اللاعبين الذين خسرهم نادي المعاقين. إذا كان لدى الفريق أقل من ثلاثة صائدين مؤهلين، فلا يتعين عليه توفير ماسك للمسودة. كما أن الفرق غير المعاقة مطالبة بتوفير أكبر عدد من اللاعبين الذين لديهم 60 يوما أو أكثر من وقت خدمة الدوري الرئيسي اعتبارا من 31 آب/أغسطس من الموسم السابق لهذه المسودة مثل عدد هؤلاء اللاعبين الذين خسرهم فريق المعاقين.:Section 29(b)(3)(A)(iii) لا يجوز إتاحة أي لاعب ليس لديه حقوق تداول فيما يتعلق بالفريق المعاق ما لم يتنازل اللاعب عن هذا الحق.
إذا قرر المفوض أن النادي المعاق لا يمكنه الاستمرار في اللعب، يقوم المفوض بإلغاء موسم النادي المعاق. يمكن للمفوض ورابطة اللاعبين الاتفاق أيضاً على إغاثة مناسبة أخرى لنادي المعاقين. استندت مسودات التوسعة الأولى لدوري البيسبول الرئيسي في أوائل الستينيات إلى حد كبير إلى الإجراءات التي تم وضعها لأول مرة لمسودة الكارثة.[بحاجة لمصدر]

### الرابطة الوطنية لكرة السلة
إن خطة الطوارئ التي وضعتها الرابطة الوطنية لكرة السلة تنشط إذا كان خمسة أو أكثر من اللاعبين في الفريق «يموتون أو يتم تقطيعهم». سيتم إجراء «مسودة كارثة» خاصة حيث يمكن لفرق الرابطة الوطنية لكرة السلة الأخرى حماية خمسة لاعبين فقط، بحيث يكون الرجل السادس الجيد متاحاً. لن يتم صياغة أكثر من لاعب واحد من فريق.

### الرابطة الوطنية لكرة القدم
تنص خطة الطوارئ الخاصة بالرابطة الوطنية لكرة القدم على «شبه كارثة» و «كارثة». تعرف «شبه الكارثة» على أنها أقل من 15 لاعباً في الفريق معاقين، و «الكارثة» هي 15 أو أكثر. لن يتم إجراء مسودة خاصة لـ «شبه الكارثة»؛ ويحصل الفريق بدلاً من ذلك على حقوق تفضيلية في أي تنازلات حتى نهاية الموسم. إذا كان لاعب الوسط من بين أقل من 15 خسر، سيكون الفريق قادراً على صياغة ما يصل إلى اثنين من لاعبي الوسط من جميع فرق الرابطة الوطنية لكرة القدم مع توفر ثلاثة فرق. كل فريق يكون قادراً على حماية اثنين، ويعود اللاعبون الذين تمت صياغتهم إلى فرقهم الأصلية في الموسم التالي.
في حالة حدوث «كارثة»، يقرر المفوض ما إذا كان سيلغي جدول الفريق للموسم. إذا تم إلغاء موسم الفريق، يكون للفريق الاختيار الأول في المسودة العادية التالية؛ كما سيعقد مشروع خاص يتمكن فيه كل فريق من حماية 32 لاعبا. وإذا لم يتم إلغاؤها، تستخدم إجراءات «شبه الكارثة».

### دوري الهوكي الوطني
تُفعّل خطة الطوارئ لدوري الهوكي الوطني في حالة «مقتل أو إعاقة» خمسة لاعبين أو أكثر في الفريق. يقوم الفريق باختيار اللاعبين من الفرق الأخرى في دوري الهوكي الوطني، ويكون الدفع بأموال من صندوق تأمين خاص. بمجرد أن تضم القائمة حارس مرمى واحد و 14 لاعباً آخر، يمكن إجراء مسودة خاصة تشمل الفرق التي لم تتأثر بالاختيار السابق، بحيث يتمكن كل فريق من حماية حارس مرمى واحد و 10 لاعبين آخرين.

### دوري كرة القدم
ضمن لوائح القائمة، يوجد في الدوري الأمريكي لكرة القدم ما تشير إليه على أنه شرط «المشقة الشديدة»، والذي يمكن استخدامه إذا كان «الفريق لديه أقل من 15 لاعباً متاحاً». ومع ذلك، فهذه آلية تهدف إلى استخدامها على أساس «لعبة تلو الأخرى»، وأي خطط طوارئ قد تكون موجودة لمسودة سيناريو كارثة ليست علنية.

### دوري الهوكي للقارات
نُفّذت خطة الطوارئ لدوري الهوكي للقارات بعد تحطم طائرة لوكوموتيف ياروسلافل الذي قتل قائمة سفر الفريق بأكملها. في السياسة، يجعل كل فريق ثلاثة لاعبين مؤهلين لمسودة الكارثة، مع تمكن الفريق الذي عانى من الكارثة من استدعاء خمسة لاعبين من فرق المزرعة الخاصة به. لا يوجد ذكر للحد الأدنى لحارس المرمى للمسودة، على عكس مسودة كارثة اتحاد كرة القدم الأميركي على لاعبي الوسط أو مسودة كارثة دوري الهوكي الوطني على حراس المرمى، أو ذكر فريق قادر على تسليم لاعب واحد فقط، على عكس البطولات الأخرى، في المسودة. حتى عام 2016، كان الفريق المتضرر قد حصل على مكان في مشروع اليانصيب، مما يضمن أن الفريق يقوم باختيار على الأقل المرتبة الرابعة بشكل عام في مسودة دوري الهوكي للقارات للمبتدئين التالية وسيكون قادرًا أيضًا على حماية أي لاعب يريده في مسودات الدخول الخمس القادمة.